# Dermestes laniarius
Dermestes laniarius é uma espécie de insetos coleópteros polífagos pertencente à família Dermestidae.
A autoridade científica da espécie é Illiger, tendo sido descrita no ano de 1801.
Trata-se de uma espécie presente no território português.